# Landtagswahl in Lippe 1921
- KPD: 1
- SPD: 8
- DDP: 2
- Gew.bund: 1
- DVP: 4
- DNVP: 5

Die Landtagswahl in Lippe vom 23. Januar 1921 war die Wahl zum 2. Landtag in Freistaat Lippe, einem Kleinstaat der Weimarer Republik. Die SPD Lippe ging aus der Wahl trotz starker Verluste als stärkste Kraft hervor.

## Vorgeschichte
Bei der Landtagswahl in Lippe 1919 hatte die SPD eine absolute Mehrheit erhalten. Sie bildete mit der DDP eine Koalition die am 12. Februar 1919 das erste Landespräsidium (Clemens Becker (SPD), Adolf Neumann-Hofer (DDP), Heinrich Drake (SPD)) bildete. 1920 schied Becker aus und Drake trat an die Spitze der Landesregierung.
Das Wahlergebnis 1919 lautete:
| Partei                         | Stimmen absolut | Stimmen in % | Sitze |
| ------------------------------ | --------------- | ------------ | ----- |
| SPD                            | 38.104          | 50,1 %       | 11    |
| DDP                            | 15.061          | 19,8 %       | 4     |
| DNVP                           | 16.973          | 22,3 %       | 5     |
| Lippischer Wählerverband (DVP) | 5855            | 7,7 %        | 1     |

Der Landtag erarbeitete die Verfassung des Landes Lippe vom 21. Dezember 1920, die die Grundlage für die 1921er Landtagswahl war. Das Wahlrecht sah einen Landtag mit 21 Abgeordneten vor, die in freier, gleicher, direkter und geheimer Wahl im Verhältniswahlrecht gewählt werden sollte. Mindestalter war 20 Jahre.
Bei der Reichstagswahl 1920 ergab sich in Lippe ein Wahlergebnis, das das Landtagswahlergebnis 7 Monate später vorwegnahm: Die SPD brach ein (von 49,9 % bei der Wahl zur Deutschen Nationalversammlung auf 31,99 %), die Parteien links des SPD gewannen genauso wie die DVP (von 2,23 % auf 20,41 %) stark dazu. Dies entsprach dem reichsweiten Trend, die Veränderungen waren jedoch in Lippe deutlich stärker als im Reich.

## Wahlergebnis
Die Wahlbeteiligung betrug 88,5 %, der Anteil der ungültigen Stimmen 0,7 %. Die gültigen Stimmen verteilten sich wie folgt:
| Partei            | Stimmen absolut | Stimmen in % | Sitze |
| ----------------- | --------------- | ------------ | ----- |
| SPD               | 25.751          | 32,66 %      | 8     |
| DNVP              | 17.958          | 22,78 %      | 5     |
| DVP               | 15.435          | 19,58 %      | 4     |
| DDP               | 9034            | 11,46 %      | 2     |
| Gewerkschaftsbund | 4514            | 5,73 %       | 1     |
| KPD               | 3728            | 4,73 %       | 1     |
| USPD              | 3728            | 3,06 %       | ./.   |

Die gewählten Abgeordneten finden sich in der Liste der Mitglieder des Landtages (Freistaat Lippe) (2. Wahlperiode).
SPD, DDP und DVP bildeten eine Koalition die das Landespräsidium unter Heinrich Drake (SPD) bildete.

### Sozialökonomische Struktur der Abgeordneten
Der Frauenanteil der Abgeordneten betrug 8,0 %. Die weitaus überwiegende Zahl der Abgeordneten, nämlich 18 von 25, stammte aus den Städten, lediglich 28 % der Abgeordneten stammte aus den Landgemeinden. Mit 9 Abgeordneten oder 36 % kamen überproportional viele Abgeordnete aus Detmold. Nach Berufsgruppen ergab sich folgende Verteilung:
| Berufsgruppe   | Zahl Abgeordnete |
| -------------- | ---------------- |
| Selbstständige | 8                |
| Beamte         | 4                |
| Angestellte    | 5                |
| Arbeiter       | 6                |
| Sonstige       | 2                |